# 鈴木英一 (教育学者)
鈴木英一（すずき えいいち、1932年1月2日 - ）は、教育行政学者、名古屋大学名誉教授。
東京生まれ。東京大学教育学部大学院博士課程満期退学、北海道大学教育学部講師、助教授、名古屋大学教育学部助教授、教授、1984年「日本占領と教育改革」で名大法学博士。1994年定年退官、名誉教授、帝京平成大学教授。

## 著書
- 『教育行政』東京大学出版会 1970
- 『現代日本の教育法』勁草書房 現代法選書 1979
- 『日本占領と教育改革』勁草書房 1983

### 共編著
- 『教育法の基礎』室井力共編 青林書院新社 基礎法律学大系 1978
- 『現代教育行政入門』編 勁草書房  戦後日本の教育改革 1984
- 『教育基本法文献選集 1 教育基本法の制定』編 学陽書房 1977
- 『教育基本法文献選集 別巻 資料教育基本法30年』編　学陽書房 1978
- 『教育改革と教育行政』編 勁草書房 1995
- 『資料教育基本法50年史』平原春好共編 勁草書房 1998